# Glyphocarpus
Glyphocarpus là một chi rêu trong họ Bartramiaceae.